# Ottobrunn
Ottobrunn este o comună din districtul München,  regiunea administrativă Bavaria Superioară, landul Bavaria, Germania.